# گرندمستر فلش
 گرندمستر فلش (انگلیسی: Grandmaster Flash؛ زادهٔ ۱ ژانویهٔ ۱۹۵۸) یک موسیقی‌دان اهل ایالات متحده آمریکا است. وی از سال ۱۹۷۰ میلادی تاکنون مشغول فعالیت بوده‌است.